# Smoot Rock
Smoot Rock är en kulle i Antarktis. Den ligger i Västantarktis. Inget land gör anspråk på området. Toppen på Smoot Rock är 835 meter över havet.
Terrängen runt Smoot Rock är huvudsakligen platt, men västerut är den kuperad. Terrängen runt Smoot Rock sluttar norrut. Trakten är obefolkad. Det finns inga samhällen i närheten.